# 儒格美国人手枪
儒格“美国人”手枪（英語：Ruger American Pistol）是美国枪械制造商斯特姆-儒格公司于2015年12月推出的一款聚合物枪身的中央底火半自动手枪。这款手枪采用先张式击铁击发系统设计和勃朗宁风格的后膛闭锁短行程后座枪机，以及一个可以降低后坐感的枪管凸轮系统，可以发射9毫米和.45口径子弹。手枪注有序列号的部分是一个嵌在玻璃纤维强化尼龙枪身中的钢制框架，并配有皮卡汀尼导轨可以用来安装附件。2016年9月，儒格推出了此款手枪的紧凑型。